# Anton Schiefner

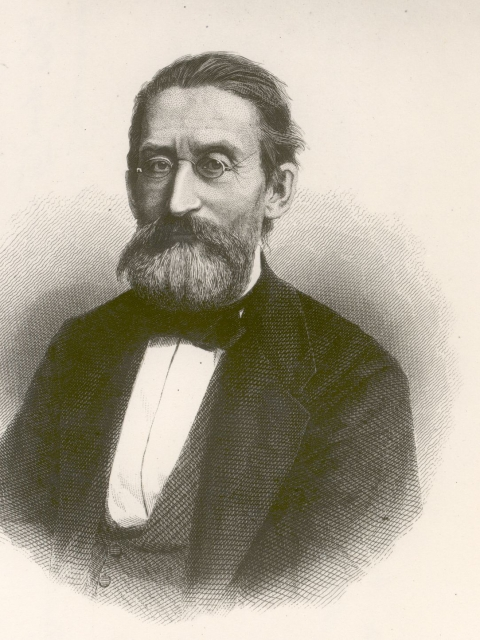
Anton von Schiefner

Franz Anton (von) Schiefner (russisch Антон Антонович Шифнер, Anton Antonovič Šifner; * 6. Junijul. / 18. Juni 1817greg. in Reval; † 4. Novemberjul. / 16. November 1879greg. in Sankt Petersburg) war ein deutschbaltischer Sprachforscher und Ethnologe. Er gilt als einer der Begründer der Uralistik, Tibetologie, Mongolistik und Kaukasistik.

## Leben
Anton Schiefner wurde als Sohn einer deutschbaltischen Kaufmannsfamilie in Reval geboren. Die Familie war aus Böhmen nach Estland eingewandert. Nach dem Abitur an der Ritter- und Domschule zu Reval (Tallinn) studierte er von 1836 bis 1840 an der Universität St. Petersburg Rechtswissenschaft und von 1840 bis 1842 Orientalistik an der Universität Berlin.
Ab 1843 war Schiefner Lehrer für Latein und Altgriechisch an einem Gymnasium in Sankt Petersburg, ab 1863 Bibliothekar und später Bibliotheksdirektor an der St. Petersburger Akademie der Wissenschaften. Ab 1852 vertrat er das Fach Tibetologie an der Akademie, deren außerordentliches Mitglied er von 1854 bis zu seinem Tod war. Von 1860 bis 1873 hatte er gleichzeitig eine Professur für Latein und Griechisch am Römisch-Katholischen Seminar inne. In den Jahren 1863, 1865 und 1878 hielt er sich zu Forschungszwecken in England auf. 1866 wurde er zum Wirklichen Staatsrat ernannt. Schiefner war korrespondierendes Mitglied der Finnischen Literaturgesellschaft.

## Würdigung
Schiefner hat mit zahlreichen Veröffentlichungen wesentlich zur Erforschung des Tibetischen und Mongolischen beigetragen. Meilensteine waren seine Bearbeitung des Neuen Testaments in mongolischer Sprache und die Übersetzung von Buddha-Texten aus dem Tibetischen. Darüber hinaus war Schiefner einer der besten Kenner finno-ugrischer Sprachen seiner Zeit. Berühmt ist seine Übersetzung des finnischen Nationalepos Kalevala unter dem Titel Kalewala, das National-Epos der Finnen, die erste Übersetzung in die deutsche Sprache (1852). Zwischen 1853 und 1862 gab er in zwölf Bänden die Arbeiten des früh verstorbenen Matthias Alexander Castrén heraus, die den Grundstein der wissenschaftlichen Beschäftigung mit den finno-ugrischen und samojedischen Sprachen Russlands legten. Daneben widmete sich Schiefner den Sprachen des Kaukasus sowie Themen der Indologie.

## Veröffentlichungen (Auswahl)
- Kalewala, das National-Epos der Finnen. 1852.
- als Herausgeber: M. Alexander Castrén’s Nordische Reisen und Forschungen. 12 Bände. Kaiserliche Akademie der Wissenschaften, St. Petersburg 1853–1862.